# Los Arcos
Los Arcos – gmina w Hiszpanii, w Nawarze, o powierzchni 57,67 km². W 2011 roku gmina liczyła 1214 mieszkańców.
W mieście znajduje się zabytkowy kościół Santa María z XII wieku.